# ユスフ・バジ
ユスフ・ママドゥ・バジ（Youssouph Mamadou Badji, 2001年12月20日 - ）は、セネガル・ジガンショール州ジガンショール出身のサッカー選手。ジュピラー・プロ・リーグ・シャルルロワSC所属。ポジションはFW。

## クラブ経歴
2020年にベルギーに渡り、クラブ・ブルッヘと契約。8月8日のシャルルロワSC戦でプロデビュー。同月16日のKASオイペン戦では、プロ2戦目で早くも初ゴールを記録。以降先発に定着し、2021年2月3日のベルギーカップのロイヤル・オルサ・ブラーケル戦では、初のハットトリックを達成した。
2021年8月30日、スタッド・ブレスト29にレンタル移籍した。
2022年1月31日、シャルルロワSCに1年半のレンタル移籍で加入した。

## 代表経歴
2019年にニジェールで開催されたアフリカU-20ネイションズカップに、U-20 セネガル代表として出場し、準優勝に貢献。同年の2019 FIFA U-20ワールドカップにも出場し、準々決勝進出に貢献した。
2019年8月、2020アフリカネイションズチャンピオンシップ予選のリベリア代表戦で代表初出場。